# 玉露

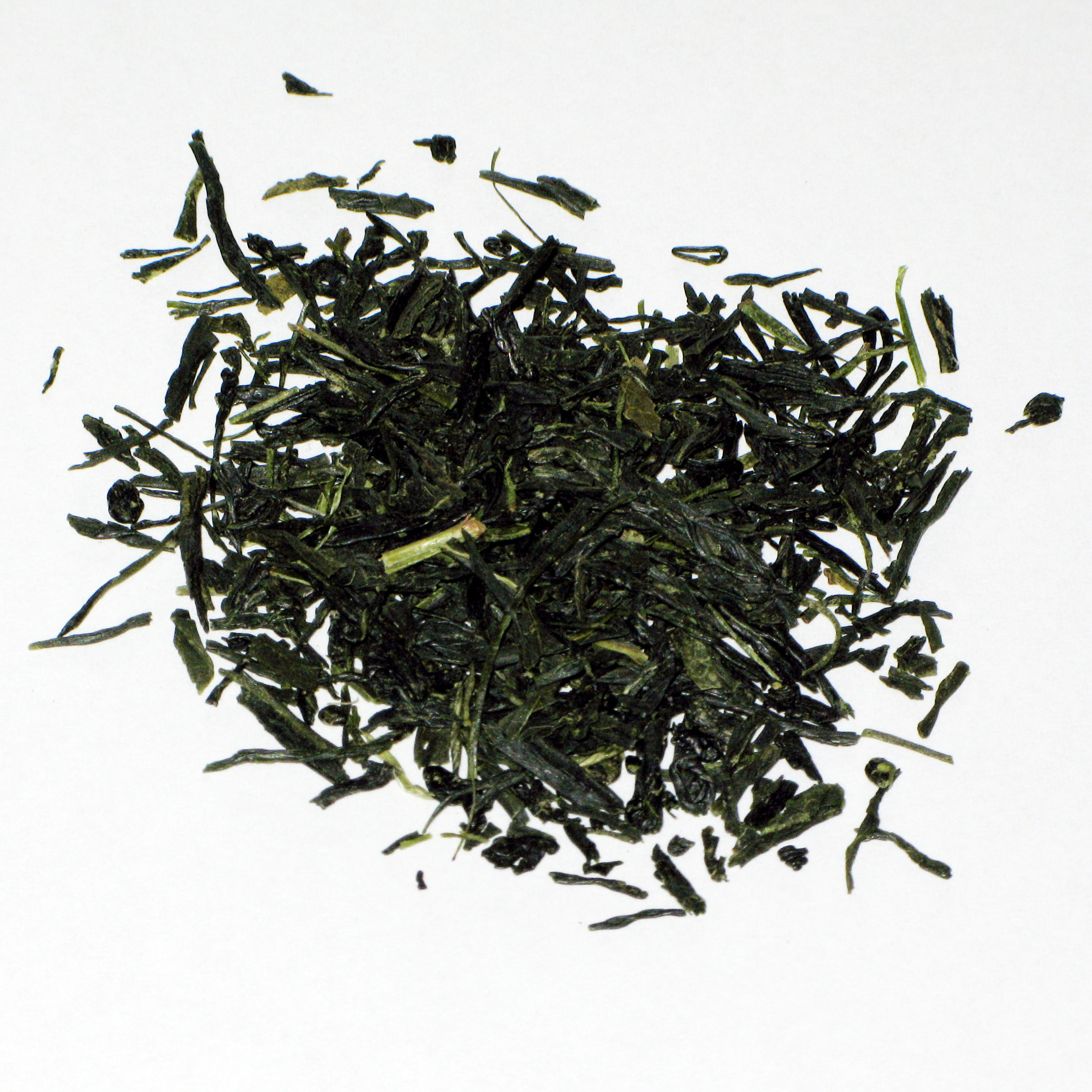
图为玉露茶叶

玉露是日本綠茶的一種。與煎茶的製作及飲用方法相同，但是其種植採用棚架覆蓋。
玉露綠茶的製法是先把茶葉在採收前一個月搭棚覆蓋，降低陽光照射光度。採摘茶葉的新芽之後，經過乾燥及揉捻的過程，便可製作出玉露綠茶。
沖泡玉露茶的特色是水溫較低，(某些沖泡方式甚至會將水溫降至40度)，水溫過高則會使茶湯產生澀味。玉露綠茶的色澤翠綠，味甘，並有海苔的香氣。玉露含有大量的兒茶酚，丹靈酸，具有很好的美肌效果。